# Stemma di Ceuta
Sebbene sia una città spagnola, lo stemma di Ceuta è una variante dello stemma del Portogallo sormontato da una corona, poiché la città fu conquistata da Re Giovanni I del Portogallo il 21 agosto 1415. La città scelse di unirsi alla Spagna quando il Portogallo ottenne nuovamente l'indipendenza alla fine dell'Unione Iberica, un periodo in cui tutte le corone iberiche erano detenute dalla stessa casa reale, nel 1640.
Ci sono due differenze principali tra lo stemma del Portogallo e quello di Ceuta. Lo stemma del Portogallo presenta un castello centrale lungo la punta, che fa parte del bordo rosso, mentre nello stemma di Ceuta tale castello è stato spostato sulla punta dello scudo. Questa differenza può essere spiegata dal maggiore status di Lisbona e di altre città più vicine al re rispetto a Ceuta. L'altra differenza è la corona. Sebbene oggi non vi sia alcuna corona sullo stemma del Portogallo, tradizionalmente la corona sullo stemma è stata quella di un re, mentre quella di Ceuta è quella di un marchese, poiché il titolo di marchese era stato utilizzato per i governatori delle marche, ovvero delle regioni di confine di un paese.